# Chandil
Chandil est une ville indienne située dans le District de Seraikela Kharsawan dans l’État du Jharkhand. En 2011, sa population était de 4 347 habitants.

## Source de la traduction
- (en) Cet article est partiellement ou en totalité issu de l’article de Wikipédia en anglais intitulé « Chandil » (voir la liste des auteurs).